# Frommereid
Frommereid (eller Fromreide) är en tätort i Askøy kommun i Vestland fylke i västra Norge. Orten ligger där fylkesväg 562 möter fylkesväg 5264 på den nordvästra delen av ön Askøy.
Orten tillhörde tidigare dåvarande Herdla kommun i Hordaland fylke.